# RLTL ZTE Radom
RLTL GGG Radom, Radomskie Ludowe Towarzystwo Lekkoatletyczne GGG Radom – klub sportowy z sekcją lekkoatletyczną działający w województwie mazowieckim. Jego wychowankowie to medaliści Mistrzostw Świata, Mistrzostw Europy oraz Mistrzostw Polski. Wielokrotni reprezentanci kraju. 
Klub prowadzi sekcje męską oraz żeńską, a do zawodniczek klubu należy m.in. Aneta Rydz, Martyna Kotwiła. Większość zawodników trenuje bieg przez płotki.

## Osiągnięcia
Do największych sukcesów zawodników kluby zaliczyć należy:
- 3. miejsce w biegu na 800 metrów Grzegorz Krzosek podczas młodzieżowych mistrzostw Europy w lekkoatletyce (1997 Turku)
- 3. miejsce w skoczku wzwyż Aneta Rydz podczas Igrzysk olimpijskich młodzieży (2010 Singapur)
- 2. miejsce w pchnięciu kulą Dominik Witczak podczas Młodzieżowych mistrzostw Europy (2013 Tampere)
- 1. miejsce w sztafecie 4x400 metrów Patryk Adamczyk podczas Halowych Mistrzostw Świata w Lekkoatletyce (2018 Birmingham)
- 3. miejsce w biegu na 200 metrów Martyna Kotwiła podczas Mistrzostw Świata Juniorów (2018 Tampere)